# Virus atténué

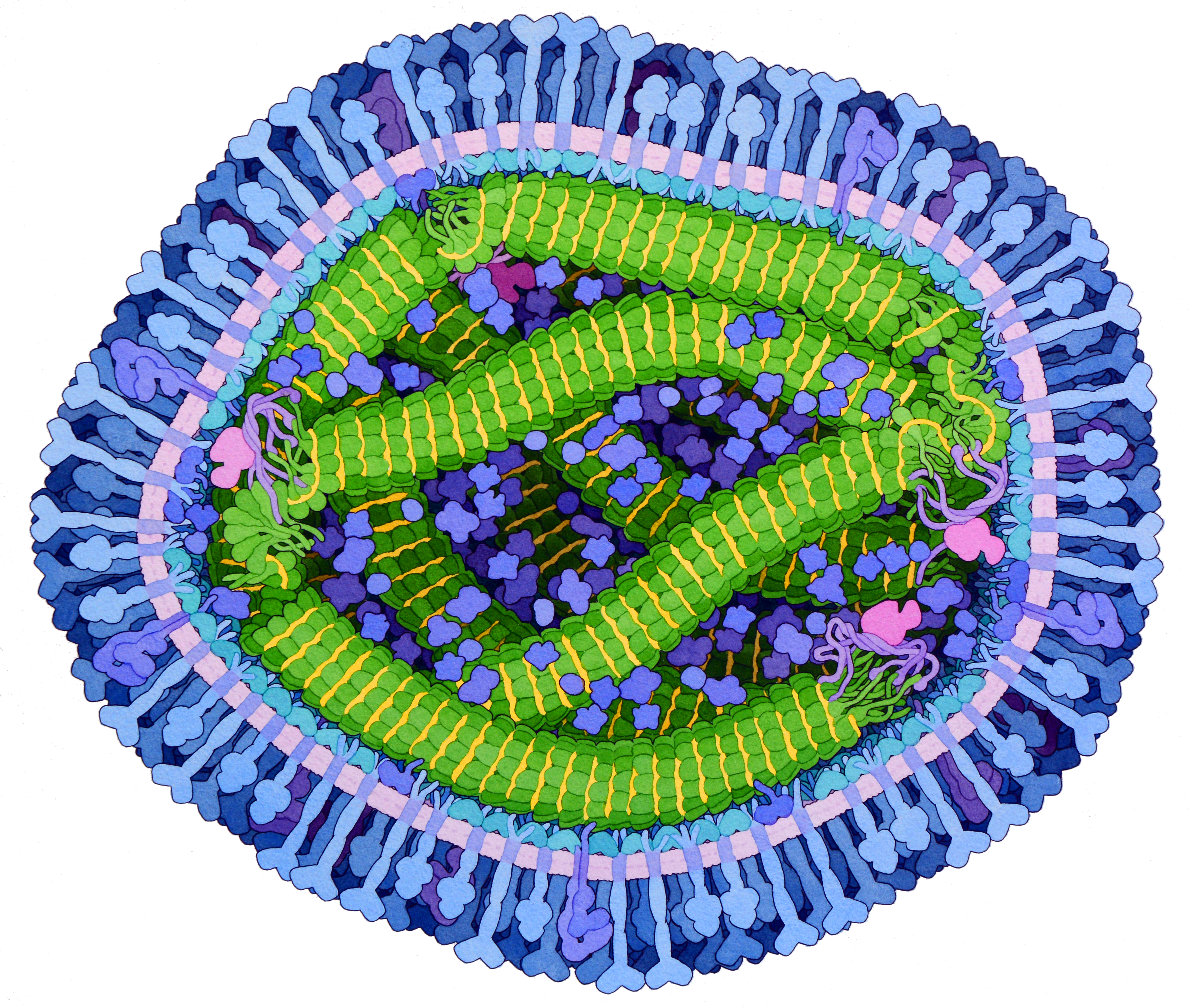
Le virus à ARN de la rougeole est “atténué” avant d'être inoculé sous forme de vaccin. La vaccination contre la rougeole protège efficacement contre l'infection par la maladie, potentiellement mortelle.

Un virus atténué désigne un virus dont on a réduit la capacité de nuire à l'hôte par un traitement physique (chauffage) ou biotechnologique (développement sur des souches de cellules d'une autre espèce, génomique). On oppose les virus atténués aux virus inactivés, et on dit parfois que les virus atténués sont « ralentis » ou « désoptimisés ». Les virus atténués sont utilisés pour la préparation de vaccins, dès leur invention au XIXe siècle.
Comparés aux vaccins qui utilisent des virus inactivés, les vaccins à virus atténués stimulent une réponse immunitaire plus forte et plus durable avec un déclenchement rapide de l'immunité.

## Méthodes d'atténuation
- Forçage évolutif dans des souches hétérospécifiques in vitro : on rend le virus moins virulent en le faisant se multiplier dans des cultures de cellules d'une autre espèce. Le virus reste alors immunisant mais perd la capacité de se multiplier chez l'homme. C’est l’un des plus anciens procédés connus de fabrication de vaccin (dès les années 1960). Il est utilisé mondialement pour lutter contre la rougeole, les oreillons, ou la rubéole (ces trois pathogènes étant combinés dans le vaccin ROR), la varicelle[3], la fièvre jaune et la fièvre typhoïde. Pour l'anecdote, le chercheur américain Maurice Hilleman a prélevé la souche des oreillons dont on se sert encore aujourd'hui pour fabriquer le vaccin sur sa… fille qui venait d'en réchapper[4].

- Forçage évolutif dans des souches homospécifiques à basse température : on rend le virus adapté au froid en le faisant se multiplier dans des cultures de cellules humaines à une température inférieure à 37 °C. Cela a pour effet de le rendre inapte à se multiplier chez l'être humain. Ces mutants thermosensibles sont utilisés dans des vaccins contre la grippe ou le virus respiratoire syncytial (VRS)[3].

## Inconvénients
- Risque d'apparition de révertants : recombinaison entre la souche vaccinale et une souche pathogène in vivo chez l'hôte vacciné avec ré-acquisition d'une pathogénicité par la souche vaccinale initialement atténuée[5]. Par exemple, le virus contre la polio produit chez certains patients déjà vaccinés une forme plus grave que la maladie originale[1].

- Contre-indication chez la personne immunodéprimée : en raison de sa virulence potentielle chez elles, les vaccins vivants atténués sont déconseillés aux personnes qui ont un système immunitaire affaibli car ce dernier lutte moins efficacement contre les virus qui, bien qu’atténués, se multiplient encore[6].